# Soğukpınar, Görele
Soğukpınar là một xã thuộc huyện Görele, tỉnh Giresun, Thổ Nhĩ Kỳ. Dân số thời điểm năm 2011 là 309 người.